# ریچارد دیکسون اولدهام
ریچارد دیکسون اولدهام (انگلیسی: Richard Dixon Oldham)؛ (۱۸۵۸-۱۹۳۶) یک دانشمند در زمینه زمین‌شناسی اهل بریتانیا بود. او در سال ۱۹۰۶ میلادی استدلال کرد که داخل کره زمین از مواد مذاب تشکیل شده است. از دستاوردهای دیگر او اندازه‌گیری هسته زمین است.